# Jim Croce
James Joseph Croce (Filadelfia, Pensilvania, 10 de enero de 1943-Natchitoches, Luisiana, 20 de septiembre de 1973), más conocido como Jim Croce, fue un cantante y compositor estadounidense.
Se le recuerda fundamentalmente por las canciones "Time in a Bottle" y "Bad, Bad Leroy Brown", las cuales fueron número 1 en el Billboard Hot 100 en 1973. Esta última fue interpretada por Frank Sinatra e inspiró una de las canciones de Queen.
Compuso varias canciones de éxito, que hoy se consideran clásicos del folk norteamericano, pero falleció repentina y trágicamente en un accidente de aviación cuando empezaba a conocerse masivamente su arte.

## Biografía
Croce nació el 10 de enero de 1943 en South Philadelphia, en el condado de Filadelfia, Pensilvania. Sus padres fueron inmigrantes italianos, James Albert Croce y Flora Mary Babucci. Se graduó en la Upper Darby High School localizada en Drexel Hill, Pensilvania, en 1960. En 1976, y de forma póstuma, se convirtió en el primer estudiante en ser incluido en el cuadro de honor (Wall of Fame) de la Upper Darby High School.
Tras graduarse, Croce acudió durante un año a la Malvern Preparatory School, en Malvern, Pensilvania. De allí marchó a estudiar a la Universidad Villanova donde se graduó en psicología y en estudios de idioma alemán. Durante su etapa universitaria Croce fue miembro de los Villanova Singers y de los Villanova Spires y ejerció como disc-jockey en la radio universitaria WXVU. En esta época conoció a la que fue su esposa Ingrid Jacobson. Tras su boda Croce se convertiría al judaísmo. 

### Inicios profesionales: los años sesenta
Durante los inicios de la década de 1960, Croce formó varias bandas universitarias que solían actuar en cafés y campus universitarios. Posteriormente, creó con su mujer, un dúo, soliendo interpretar versiones de temas de Ian y Sylvia, Gordon Lightfoot, Joan Báez, y Woody Guthrie, así como canciones compuestas por Croce como "Age, "Hey Tomorrow", y "Spin Spin Spin", la cual resultó una canción de éxito al comenzar la década de los años 1970. Este primer éxito fue en un bar suburbano y asadero en Lima, Pensilvania, llamado The Riddle Paddock. Su repertorio cubría varios géneros, incluyendo blues, country, rock and roll y folk.
En 1966 grabó su primer álbum, Facets, de tan solo 500 copias, financiado por su familia. El dinero fue un regalo de bodas de sus padres, que pensaban que un prematuro fracaso frustraría su carrera musical y le obligaría a un "trabajo serio".
Croce y su esposa Ingrid se casaron en 1966 según una ceremonia tradicional judía.
Ese mismo año se alistó en la Guardia Nacional para evitar ser reclutado y enviado a Vietnam. Se incorporó al servicio una semana después de finalizar su luna de miel y estuvo en activo durante cuatro meses. Croce no llevaba bien someterse a la autoridad y tuvo que realizar el entrenamiento básico dos veces. Manifestó que estaría preparado si «hubiera una guerra en la que tuviéramos que defendernos con lampazos».
En 1968, animados por el productor de discos Tommy West, los Croce se mudaron a la ciudad de Nueva York para grabar con Capitol Records. La pareja estuvo en Kingsbridge, un suburbio del Bronx, y grabaron su primer álbum. Durante dos años, recorrieron miles de kilómetros tocando en pequeños clubes para promocionar su álbum "Jim & Ingrid Croce", el que apareció en 1969.
Desilusionados con el negocio de la música y con Nueva York, Croce y su mujer vendieron todo lo que tenían, salvo una guitarra, para pagar las deudas. Regresaron a la campiña de Pensilvania donde se asentaron en una vieja granja en Lyndell, donde actuar por 25 dólares a la noche no era suficiente para pagar las facturas. Croce se vio obligado a buscar trabajos temporales: en la construcción, conduciendo un camión, dando clases de guitarra... Durante este período siguió escribiendo canciones, a menudo acerca de los personajes que encontraba en los bares y restaurantes de carretera, y sobre sus experiencias y vicisitudes en los distintos trabajos. Todo ello le proporcionó material para canciones tales como Big Wheels y Workin' at the Car Wash Blues.

### Segundo ingreso a la música: los años setenta

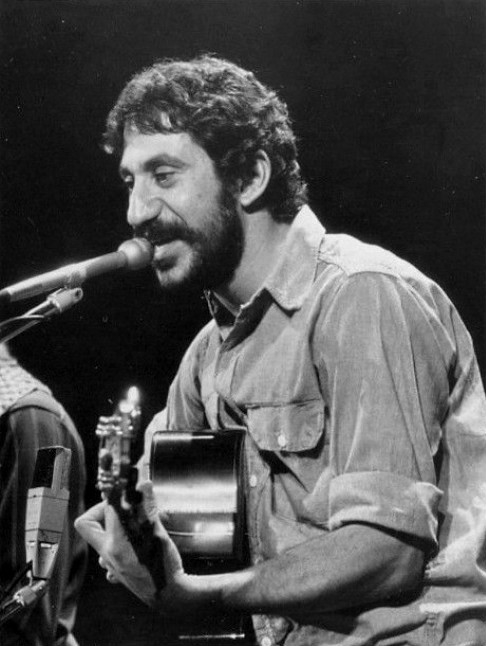
Croce en el Wide World In Concert

Regresó a Filadelfia y su determinación de obtener un trabajo le llevó a la emisora Philadelphia R&B AM, WHAT, donde versionaba los anuncios al soul. "Vendía tiempo de publicidad en el aire a Bronco's Poolroom y escribía el anuncio: You wanna be cool, and you wanna shoot pool ... dig it.
En 1970, Croce encontró a uno de los antiguos amigos de la Villanova University, Joe Salviuolo, también conocido como Sal José, que le presentó a Maury Muehleisen, un pianista y guitarrista de formación clásica procedente de Trenton, Nueva Jersey. Salviuolo, junto con Croce y Muheleisen fueron a la oficina de producción de Tommy West y Terry Cashman en Nueva York. En un inicio fue guitarrista de apoyo de Muehleisen, pero gradualmente los papeles se invirtieron, con Muehleisen como guitarrista principal de la música de Croce.
En 1972, firmó un contrato para tres discos con ABC Records, lanzando dos álbumes: You Don't Mess Around with Jim y Life and Times. Los sencillos You Don't Mess Around with Jim, Operator (That's Not the Way It Feels) y Time in a Bottle (escrita para su hijo nonato, A. J. Croce) fueron todos emitidos por radio. El más grande sencillo de Croce, Bad, Bad Leroy Brown, llegó al número 1 de la listas estadounidenses en julio de 1973. Ese mismo año se mudó a San Diego, California.
Desde 1972 a 1973, la música de Croce recorre más de 250 conciertos en los Estados Unidos, presentándose en grandes cafés, colegios y festivales de música folk e hizo apariciones en programas de televisión. Pero las finanzas de Croce seguían siendo malas. La compañía discográfica tuvo que aportar dinero para grabar su álbum. En febrero de 1973, Croce y Muehleisen viajan a Europa para promover su disco en Londres, París, Ámsterdam, Montecarlo, Zúrich y Dublín, con buena respuesta. 
Croce apareció en televisión, incluyendo su debut nacional en American Bandstand el 12 de agosto de 1972. En "The Tonight Show" el 14 de agosto de 1972. "The Dick Cavett Show" en 20 y 21 de septiembre de 1972. "The Helen Reddy Show" proyectado el 19 de julio de 1973, y el nuevo "The Midnight Special", donde fue coanfitrión el 15 de junio. Del 16 de julio a agosto Croce y Muehleisen regresaron a Londres y se presentaron en The Old Grey Whistle Test. 
Croce finalizó la grabación de su álbum, y ABC publicó su segundo álbum Life and Times, con el sencillo Bad, Bad Leroy Brown, el sencillo número 1 en las listas estadounidenses en julio de 1973, y que fue luego disco de oro. Los sencillos “No te metas con Jim”, “Operador (esa no es la forma como se siente)” y “Time in a Bottle” también recibió airplay. El tercer álbum de Croce, "Tengo un nombre", fue lanzado en 1973, y la canción que da título al álbum fue incluida en la banda sonora de El último héroe americano, una película protagonizada por Jeff Bridges. La canción “Time in a Bottle”, del primer álbum en solitario de Croce, recibió las ventas nacionales después de aparecer en ella en vivo, una película hecha para la televisión que salió al aire en la ABC en septiembre de 1973. 
En 1972 grabó su tercer álbum: "You Don't Mess Around with Jim". En 1973 grabó dos álbumes: "Life and Time" (publicado en el mes de julio), y su obra póstuma "I Got a Name" que incluía la canción del mismo nombre y "I'll have to say I love you in a song", entre otras. Este álbum fue terminado de grabar una semana antes de su muerte.
Cuando estaba en sus giras, Croce aumentaba su nostalgia de estar en su hogar y decidió suspender las giras musicales para estar con su esposa y su hijo cuando la gira "Lifes and Times" terminara. En una carta a su esposa la cual llegó posterior a su muerte, le decía que había decidido dejar la música y escribir diálogos cortos para películas y continuar su carrera y retirarse de la vida pública.

### Fallecimiento

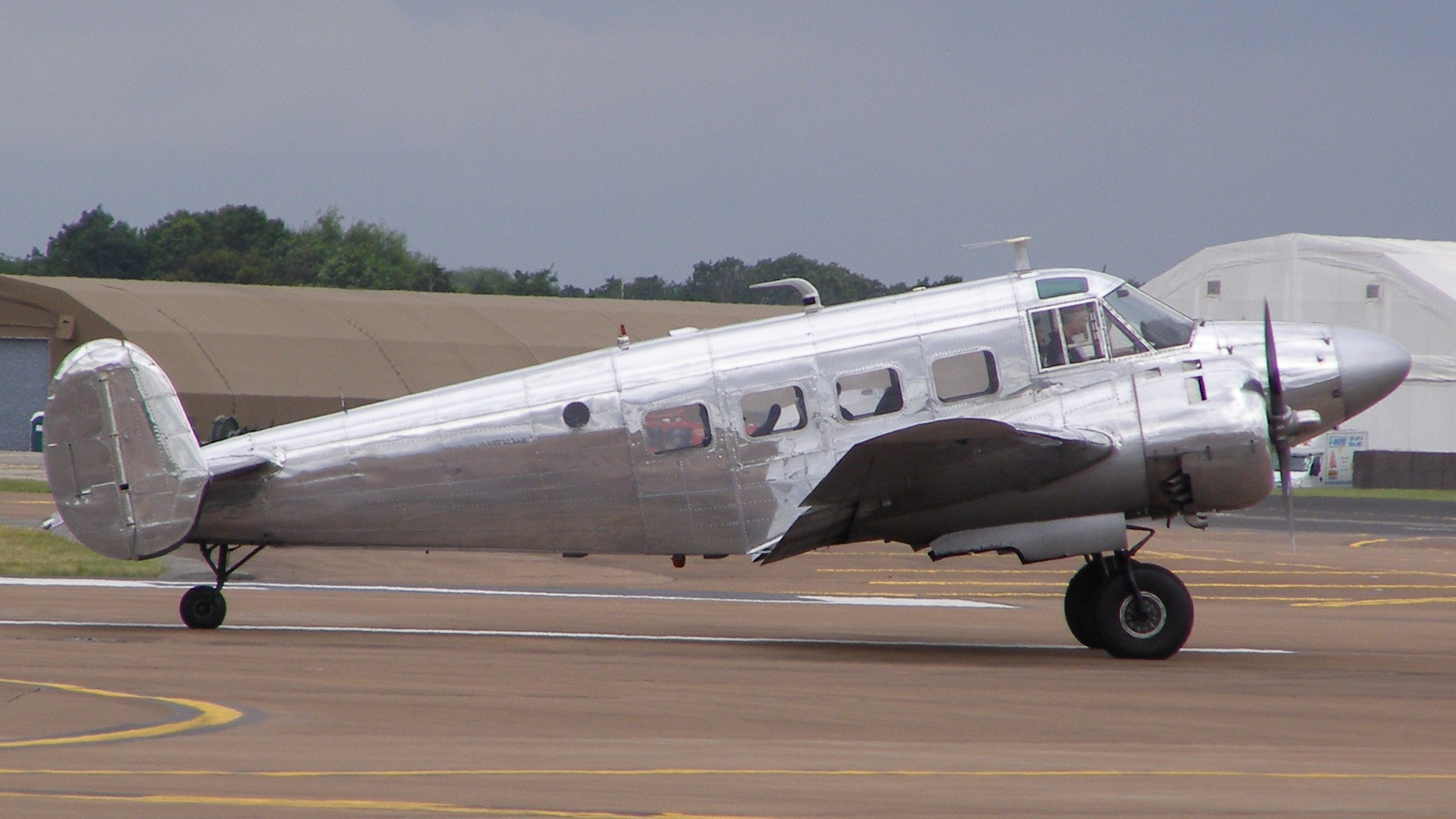
Un Beechcraft 18 similar al del accidente de Croce

El 20 de septiembre de 1973, durante la gira de Croce Life and Times, el día anterior al lanzamiento del single “I Got a Name”, que era el número 11 de su carrera, Croce, Muehleisen y otras cuatro personas se estrellaron en la pista Natchitoches, Luisiana, falleciendo todos a causa del accidente. Croce acababa de terminar un concierto en Prather Northwestern State University en Natchitoches Coliseum. Iba a volar a Sherman, Texas, donde ofrecería un concierto en el Austin College y para ello fletó un avión privado, un Beechcraft E18S. Durante el despegue, el avión no pudo ganar suficiente altura y se estrelló contra un árbol en el extremo de la pista.
La investigación demostró que el avión se estrelló después de no poder rodear un pacano al fin de la pista de despegue. El piloto no fue capaz de ganar altura suficiente y no había intentado evitar el árbol, pese a ser el único árbol de esa área de la pista. El sol se había puesto ya, pero el cielo estaba claro, sin viento y con una visibilidad de cinco millas con neblina. El informe del NTSB mencionó que la causa probable fue la incapacidad del piloto para ver el obstáculo físico debido a algún trastorno físico. Elliott, de 57 años, padecía una severa enfermedad coronaria y había corrido tres millas del hotel al aeropuerto. Estaba certificado por la ATP, con 14.290 horas totales de vuelo y 2.190 horas en el Beech tipo 18. Otra investigación posterior culpa totalmente al piloto por despegar a favor del viento hacia un "agujero negro" (área de oscuridad severa que limita el uso de referencias visuales).
Jim Croce tenía 30 años. Está sepultado en Haym Salomon Memorial Park en Frazer, Pensilvania.

## Legado
El álbum I Got a Name se publicó el 1 de diciembre de 1973. Este álbum póstumo incluía tres hits: "Workin' at the Car Wash Blues", "I'll Have to Say I Love You in a Song", y canción que da título al álbum, que fue utilizada como el tema de la película The Last American Hero, estrenada dos meses antes de su muerte. El álbum llegó al número 2 y "I'll Have to Say I Love You in a Song", llegó al número 9 de las listas Billboard estadounidenses.
Un álbum de sus más grandes hits titulado "Photographs & Memories" fue lanzado en 1974. Más tarde, otras ediciones póstumas incluyeron grabaciones de Home Recordings: Americana, The Faces I've Been, Jim Croce: Classic Hits, Down the Highway, así como DVD y CD de presentaciones de Croce en televisión como Have You Heard: Jim Croce Live. En 1990, Croce ingresó al Salón de la Fama de los compositores.
Adrian James, hijo de Croce (nacido el 28 de septiembre de 1971), es cantautor, músico y pianista. Es dueño de un sello discográfico, Seeling Records.
El 3 de julio de 2012, Ingrid Croce publicó un libro de recuerdos de su esposo, titulado "I Got a Name: The Jim Croce Story".
En 1985, Ingrid Croce inauguró Croce's Restaurant & Jazz Bar, un proyecto de ella y de Jim que se había programado décadas atrás, en el histórico Gaslamp Quarter en el centro de San Diego, siendo la dueña hasta su cierre, el 31 de diciembre de 2013. En diciembre de 2013, abrió Croce's Park West en 5th Avenue en Bankers Hill, un vecindario cercano a Balboa Park. Cerró el restaurante en enero de 2016.
En 2013 la escena de Quicksilver en la cocina del pentágono transcurre en tiempo digitalizado, mientras sucede dicha escena, puede escucharse "El tiempo en una botella", es considerada una de las mejores escenas de acción y efectos especiales de todo el cine de superhéroes.